# Unternehmen Paula
Schlacht um die Niederlande

Maastricht – Mill – Den Haag – Rotterdam – Zeeland – Grebbeberg – Afsluitdijk – Bombardierung von Rotterdam
Invasion von Luxemburg

Schusterlinie
Schlacht um Belgien

Fort Eben-Emael – K-W-Linie – Dyle-Plan – Hannut – Gembloux – Lys
Schlacht um Frankreich

Ardennen – Sedan – Maginot-Linie – Weygand-Linie – Arras – Boulogne – Calais – Dünkirchen (Dynamo – Wormhout) – Abbeville – Lille – Paula – Fall Rot – Aisne – Westalpen – Cycle – Saumur – Lagarde – Aerial – Fall Braun
Das Unternehmen Paula war der Deckname einer deutschen Militäroperation der Luftwaffe mit dem Ziel, die letzten Einheiten der französischen Luftstreitkräfte (Armée de l'Air française) am 3. Juni 1940 um Paris während der Schlacht um Frankreich zu Beginn des Zweiten Weltkriegs zu vernichten. Das Hauptziel war die Sicherung der Lufthoheit. Das Unternehmen brachte der Luftwaffe nicht den erwarteten Erfolg.

## Hintergrund
Nachdem der „Fall Gelb“ durch die Kapitulation der Niederlande (15. Mai 1940) und  Belgiens (28. Mai 1940) beendet war, beschloss das Oberkommando der Wehrmacht, den „Fall Rot“, den Einmarsch in Frankreich, durchzuführen. Die Wehrmacht begann diese Operation am 3. Juni 1940 mit dem Versuch, die französischen Luftstreitkräfte unter dem Kommando von Joseph Vuillemin zu vernichten. Insbesondere zielte das Unternehmen Paula auf Ziele in den Pariser Vororten und sollte damit als weiterem strategischem Ziel der Moral der Pariser Bevölkerung einen schweren Schlag versetzen.

## Vorbereitungen
Die Luftwaffe klärte die französischen Flugfelder um Paris auf und stellte 1.244 Flugzeuge, darunter 550 bis 650 einmotorige Maschinen, fest. Die französische Flugabwehr (Flak-Stellungen und bewegliche Einheiten) wurden kartiert. Das Ziel der Operation war die Zerstörung aller Flugplätze und Flugzeugfabriken in und um Paris. Ursprünglich für den 30. Mai geplant, wurde das Unternehmen wegen schlechter Wetterverhältnisse auf den 3. Juni verschoben.
Dem britischen Geheimdienst war es gelungen, unter Verwendung der Ultra-Methode deutsche Funksprüche zu entschlüsseln und er konnte die Franzosen so vor dem bevorstehenden deutschen Angriff warnen. Die Briten machten genaue Angaben über die bereitstehenden deutschen Bomber- und Jägerverbände und die Flugplätze, die die Luftwaffe zu bombardieren plante. Angesichts dieser Bedrohung wurden 120 französische Flugzeuge (im Vergleich zu 60 in normalen Zeiten) in Alarmbereitschaft versetzt. Die Royal Air Force wurde nicht zur Unterstützung der Franzosen eingesetzt.

## Beteiligte Einheiten

### Luftwaffe

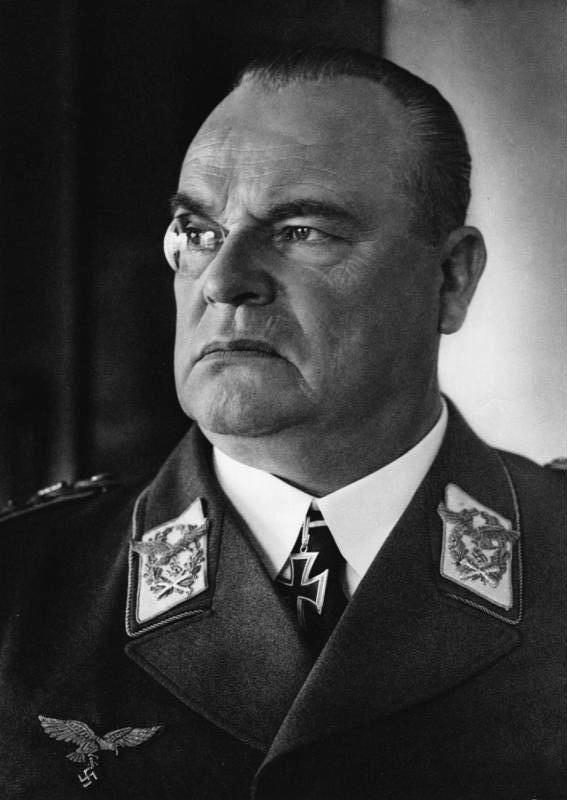
General der Flieger Hugo Sperrle 1940

Die Luftwaffe bot alle einsatzbereiten Verbände des I. Fliegerkorps (KG 1, KG 76, ZG 76 und LG 1), des II. Fliegerkorps (ZG 2, KG 3 und II./KG 2) des IV. Fliegerkorps (KG 55 und III./KG 54), des V. Fliegerkorps (KG 51), des VIII. Fliegerkorps (JG 2 mit I./JG 76 und JG 27), der 9. Flieger-Division (KG 4 und JG 26) und des Jagdfliegerführers 3 (JG 53) auf. Diese traten zeitweilig unter das Kommando des Chefs der Luftflotte 3, General der Flieger Hugo Sperrle.
Der Großteil der Bomberverbände setzte sich aus der Heinkel He 111 und der Dornier Do 17 zusammen. Dazu traten je nach Bedarf Jagdflugzeuge vom Typ Messerschmitt Bf 109 als Begleitschutz.

### Armée de l'Air française
Auf französischer Seite standen die Einheiten der Zone d'Opérations Aériennes Nord (ZOAN) und die Jagdgruppe I zur Verfügung. Die Armée de l'Air bestand zu diesem Zeitpunkt aus Caudron C.714, Bloch MB.150, Dewoitine D.520, Morane-Saulnier MS.406, P-36 Hawk und Potez 630 Maschinen, insgesamt 240 Flugzeugen, von denen aber nur die Hälfte am 3. Juni 1940 einsatzbereit war.

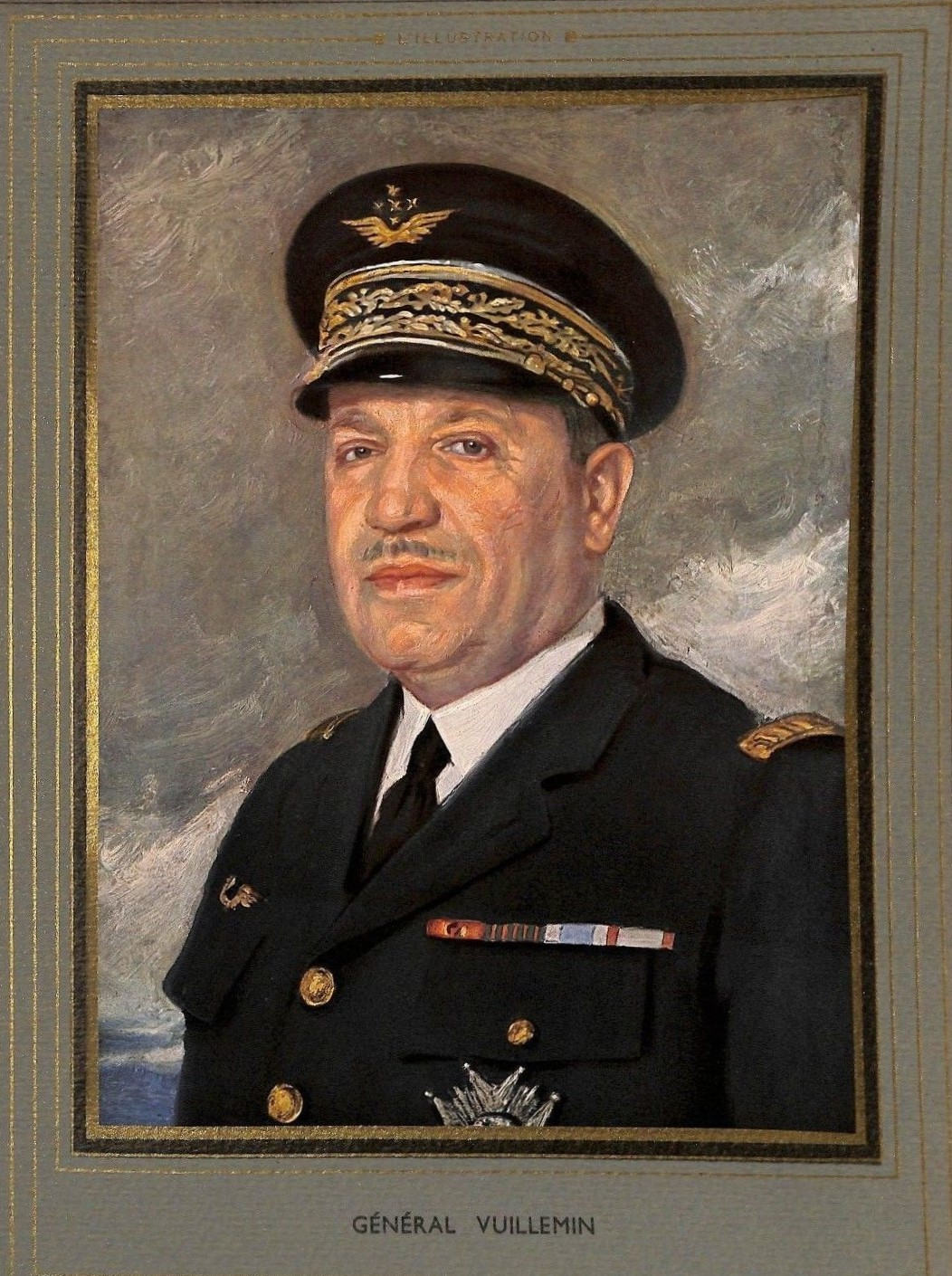
Général Joseph Vuillemin, 1939

Vom Kriegsausbruch an hatte General Joseph Vuillemin das Oberkommando der französischen Luftstreitkräfte bis zum Waffenstillstand im Juni 1940.

## Verlauf des Unternehmens
Am 3. Juni 1940 begann die Luftwaffe die Operation, was für die Franzosen keine Überraschung war: Sie waren eine Stunde vor Beginn der Angriffe durch Funksignale, die von einer Abhöreinrichtung auf dem Eiffelturm aufgefangen worden waren, auf deutsche Bewegungen aufmerksam gemacht worden. Französischen Flugzeugen und Flak-Einheiten gelang es, die deutschen Angriffe unter erheblichen Verlusten zu stören. Die meisten der deutschen Bomber flogen in großer Höhe, was ihnen einen Vorteil gegenüber den französischen Jägern verschaffte, die Höhe gewinnen mussten, um sie abzufangen. Für den Angriff hatten die Deutschen die neue C-250 Brandbombe verwendet. Die Brandbomben verursachten einige Schäden an Hangars und Flugzeugen am Boden. Etwa 250 Zivilisten wurden getötet.
Die Operation war ein strategischer Misserfolg für die Luftwaffe, der es nicht gelungen war, die französische Luftwaffe außer Gefecht zu setzen, obwohl französische Verluste eingetreten waren. Das Unternehmen war abgesehen von den verursachten Schäden ein Misserfolg, da es keine Auswirkungen auf den Kriegsverlauf hatte; die französischen Streitkräfte verfügten nur noch über etwa 600 einsatzbereite Flugzeuge und den Bodentruppen, die am 5. Juni die Weygand-Linie entlang der Somme verteidigten, konnte keine wirksame Luftunterstützung geboten werden.